# Larry Bishop
Larry Bishop est un scénariste, acteur et réalisateur américain né le 30 novembre 1948 à Philadelphie. Il est le fils de Sylvia Ruzga et du comédien Joey Bishop.

## Filmographie

### Acteur
- 1968 : Les Troupes de la colère (Wild in the Streets) de Barry Shear : Abraham le pirate
- 1968 : Les Sept Sauvages (The Savage Seven) de Richard Rush : Joint
- 1969 : The Devil's 8 (en) de Burt Topper : Chandler
- 1969 : Jinny de mes rêves (I Dream of Jeannie) - Saison 5, épisode 14 : Dick
- 1970 : Angel Unchained (en) de Lee Madden : Pilote
- 1971 : Chrome and Hot Leather (en) de Lee Frost (en) : Gabe
- 1973 : Love, American Style - Saison 4, épisode 20 :
- 1973 : Kung Fu - Saison 1, épisode 12 : Major Trapnell
- 1973 : The Third Girl from the Left (en) (TV) de Peter Medak :Bradford
- 1974 : Shanks de William Castle : Un membre du gang de motards
- 1975 : How Come Nobody's on Our Side? de Richard Michaels (en) : Brandy
- 1975 : All Together Now (TV) de Randal Kleiser : Mike
- 1976 : Barney Miller - Saison 2, épisode 18 : Hurley
- 1976 : The Day the Lord Got Busted (en) de Burt Topper : Brian
- 1978 : Laverne et Shirley - Saison 4, épisode 4 : Jake
- 1978 : The Big Fix de Jeremy Kagan : Wilson
- 1979 : Barnaby Jones - Saison 7, épisodes 14 et 15 : Harley Jessup / Lee Henderson
- 1979 : Shérif, fais-moi peur (The Dukes of Hazzard) - Saison 1, épisode 4 : Joey Sagalo
- 1979 : High Midnight (TV) de Daniel Haller : Vendeur
- 1979 : C.H.O.M.P.S. de Don Chaffey : Ken Sharp
- 1980 : Condominium (TV) de Sidney Hayers : Julian Higbee
- 1982 : Hey Good Lookin' de Ralph Bakshi : Stomper (voix)
- 1983 : L'Arnaque 2 (The Sting II) de Jeremy Kagan : Gellecher, l'un des gardes de Lonnegan
- 1996 : Underworld (en) de Roger Christian : Ned Lynch
- 1996 : Mad Dogs (Mad Dog Time) de Larry Bishop : Nick
- 2004 : Kill Bill : Volume 2 de Quentin Tarantino : Larry Gomez
- 2006 : The Lather Effect de Sarah Kelly : Dom à la porte
- 2008 : En route pour l'enfer (Hell Ride) de Larry Bishop : Pistolero
- 2009 : Forgotten Pills (en) de David Hefner : Mathis

### Réalisateur
- 1996 : Mad Dogs (Mad Dog Time)
- 2008 : En route pour l'enfer (Hell Ride)

### Scénariste
- 1996 : Underworld (en) de Roger Christian
- 1996 : Mad Dogs (Mad Dog Time)
- 2008 : En route pour l'enfer (Hell Ride)

### Producteur
- 1996 : Mad Dogs (Mad Dog Time)
- 2008 : En route pour l'enfer (Hell Ride), cooproduction Quentin Tarantino